# Ozobranchus polybranchus
Ozobranchus polybranchus is een ringworm uit de familie van de Ozobranchidae. De wetenschappelijke naam van de soort is voor het eerst geldig gepubliceerd in 1951 door Sanjeeva Raj.